# De Couwenberg
De Couwenberg is een windkorenmolen te Kaatsheuvel. Het is een beltmolen en een bovenkruier die gebouwd is in 1849, in opdracht van molenaar A.H. Couwenberg. In 1881 brandde de molen af, maar deze werd daarna hersteld.
Bij de bevrijding van Kaatsheuvel in de Tweede Wereldoorlog raakte de Couwenberg beschadigd. Ondanks verschillende pogingen slaagde de molenaar er niet in om subsidie voor herstel te krijgen. De molen werd in 1950 onttakeld en de molenaar maalde met een dieselmotor in het pakhuis. In 1994 werd De Couwenberg verkocht. De nieuwe eigenaars slaagden er wel in de molen te restaureren. In 1997 kwam het gebouw gereed, en doet weer dienst als korenmolen. Het maalkoppel heeft een pennetjeswerk. De Couwenberg is op donderdagmiddag open voor publiek.
De molenberg is in het verleden afgegraven om plaats te maken voor een pakhuis. Deze ruimte is in gebruik als restaurant, maar de molen is nog steeds maalvaardig. Zo wordt het brood dat in het restaurant De Molen wordt geserveerd, gebakken van meel dat in de Couwenberg is gemalen.